# Jon Fitch
Jonathan Parker Fitch, né le 24 février 1978 à Fort Wayne dans l'Indiana, est un combattant professionnel de MMA américain. Il a longtemps été en concurrence dans la division poids mi-moyens de l'Ultimate Fighting Championship, étant même considéré comme l'un des meilleurs. Le 20 février 2013, il est remercié par l'UFC.

## Palmarès en arts martiaux mixtes
(décembre 2014).
| 35 combats     | 26 victoires | 7 défaites |
| Par KO         | 5            | 2          |
| Par soumission | 4            | 3          |
| Sur décision   | 17           | 2          |
| Égalités       | 1            | 1          |
| Sans décision  | 1            | 1          |

| Résultat | Record     | Adversaire         | Méthode                                 | Événement                                      | Date              | Round | Temps | Lieu                                 | Notes                                                                                         |
| -------- | ---------- | ------------------ | --------------------------------------- | ---------------------------------------------- | ----------------- | ----- | ----- | ------------------------------------ | --------------------------------------------------------------------------------------------- |
| Défaite  | 26-7-1 (1) | Rousimar Palhares  | Soumission (clé de jambe)               | WSOF 16                                        | 13 décembre 2014  | 1     | 1:30  | Sacramento, Californie, États-Unis   | Pour le titre de champion des poids mi-moyens du WSOF. Fitch testé positif à la testostérone. |
| Victoire | 26-6-1 (1) | Dennis Hallman     | Décision unanime                        | WSOF 11                                        | 5 juillet 2014    | 3     | 5:00  | Daytona Beach, Floride, États-Unis   | Combat en poids moyens.                                                                       |
| Victoire | 25-6-1 (1) | Marcelo Alfaya     | Décision partagée                       | WSOF 6                                         | 26 octobre 2013   | 3     | 5:00  | Coral Gables, Floride, États-Unis    |                                                                                               |
| Défaite  | 24-6-1 (1) | Josh Burkman       | Soumission (étranglement en guillotine) | WSOF 3                                         | 14 juin 2013      | 1     | 0:41  | Las Vegas, Nevada, États-Unis        |                                                                                               |
| Défaite  | 24-5-1 (1) | Demian Maia        | Décision unanime                        | UFC 156: Aldo vs. Edgar                        | 2 février 2013    | 3     | 5:00  | Las Vegas, Nevada, États-Unis        |                                                                                               |
| Victoire | 24-4-1 (1) | Erick Silva        | Décision unanime                        | UFC 153: Silva vs. Bonnar                      | 13 octobre 2012   | 3     | 5:00  | Rio de Janeiro, Brésil               | Combat de la soirée.                                                                          |
| Défaite  | 23-4-1 (1) | Johny Hendricks    | KO (coup de poing)                      | UFC 141: Lesnar vs. Overeem                    | 30 décembre 2011  | 1     | 0:12  | Las Vegas, Nevada, États-Unis        |                                                                                               |
| Égalité  | 23-3-1 (1) | BJ Penn            | Égalité majoritaire                     | UFC 127: Penn vs. Fitch                        | 27 février 2011   | 3     | 5:00  | Sydney, Australie                    |                                                                                               |
| Victoire | 23-3 (1)   | Thiago Alves       | Décision unanime                        | UFC 117: Silva vs. Sonnen                      | 7 août 2010       | 3     | 5:00  | Oakland, Californie, États-Unis      | Combat en poids intermédiaire à 171.5 lb (78 kg).                                             |
| Victoire | 22-3 (1)   | Ben Saunders       | Décision unanime                        | UFC 111: St-Pierre vs. Hardy                   | 27 mars 2010      | 3     | 5:00  | Newark, New Jersey, États-Unis       |                                                                                               |
| Victoire | 21-3 (1)   | Mike Pierce        | Décision unanime                        | UFC 107: Penn vs. Sanchez                      | 12 décembre 2009  | 3     | 5:00  | Memphis, Tennessee, États-Unis       |                                                                                               |
| Victoire | 20-3 (1)   | Paulo Thiago       | Décision unanime                        | UFC 100                                        | 11 juillet 2009   | 3     | 5:00  | Las Vegas, Nevada, États-Unis        |                                                                                               |
| Victoire | 19-3 (1)   | Akihiro Gono       | Décision unanime                        | UFC 94: St-Pierre vs. Penn 2                   | 31 janvier 2009   | 3     | 5:00  | Las Vegas, Nevada, États-Unis        |                                                                                               |
| Défaite  | 18-3 (1)   | Georges St-Pierre  | Décision unanime                        | UFC 87: Seek and Destroy                       | 9 août 2008       | 5     | 5:00  | Minneapolis, Minnesota, États-Unis   | Pour le titre des poids mi-moyens de l'UFC. Combat de la soirée.                              |
| Victoire | 18–2 (1)   | Chris Wilson       | Décision unanime                        | UFC 82 : Pride of a Champion                   | 1er mars 2008     | 3     | 5:00  | Columbus, Ohio, États-Unis           |                                                                                               |
| Victoire | 17–2 (1)   | Diego Sanchez      | Décision partagée                       | UFC 76 : Knockout                              | 22 septembre 2007 | 3     | 5:00  | Anaheim, California, États-Unis      |                                                                                               |
| Victoire | 16–2 (1)   | Roan Carneiro      | Soumission (rear naked choke)           | UFC Fight Night : Stout vs. Fisher             | 12 juin 2007      | 2     | 1:07  | Hollywood, Floride, États-Unis       |                                                                                               |
| Victoire | 15–2 (1)   | Luigi Fioravanti   | Soumission (rear naked choke)           | UFC 68 : The Uprising                          | 3 mars 2007       | 2     | 3:05  | Columbus, Ohio, États-Unis           |                                                                                               |
| Victoire | 14–2 (1)   | Kuniyoshi Hironaka | Décision unanime                        | UFC 64 : Unstoppable                           | 14 octobre 2006   | 3     | 5:00  | Las Vegas, Nevada, États-Unis        |                                                                                               |
| Victoire | 13–2 (1)   | Thiago Alves       | TKO (up kicks et coups de poing)        | UFC Ultimate Fight Night 5                     | 28 juin 2006      | 2     | 4:37  | Las Vegas, Nevada, États-Unis        |                                                                                               |
| Victoire | 12–2 (1)   | Josh Burkman       | Soumission (rear naked choke)           | UFC Ultimate Fight Night 4                     | 6 avril 2006      | 2     | 4:57  | Las Vegas, Nevada, États-Unis        | Début à 170 lb.                                                                               |
| Victoire | 11–2 (1)   | Brock Larson       | Décision unanime                        | UFC Ultimate Fight Night 2                     | 3 octobre 2005    | 3     | 5:00  | Las Vegas, Nevada, États-Unis        | Début à l'UFC;185 lb.                                                                         |
| Victoire | 10–2 (1)   | Jeff Joslin        | Décision partagée                       | Freedom Fight : Canada vs. USA                 | 9 juillet 2005    | 3     | 5:00  | Hull, Canada                         | 170 lb.                                                                                       |
| Victoire | 9–2 (1)    | Alex Serdyukov     | TKO (coups de poing)                    | MMA Mexico : Day 1                             | 17 décembre 2004  | 2     | 2:15  | Ciudad Juarez, Mexique               | 170 lb.                                                                                       |
| Victoire | 8–2 (1)    | Jorge Ortiz        | Décision unanime                        | MMA Mexico : Day 1                             | 17 décembre 2004  | 3     | 5:00  | Ciudad Juarez, Mexique               | 170 lb.                                                                                       |
| Victoire | 7–2 (1)    | Mike Seal          | TKO (blessure)                          | MMA Mexico : Day 1                             | 17 décembre 2004  | 2     | 2:35  | Ciudad Juarez, Mexique               | 170 lb.                                                                                       |
| Victoire | 6–2 (1)    | Kengo Ura          | Décision unanime                        | Venom : First Strike                           | 18 septembre 2004 | 2     | 5:00  | Las Vegas, Nevada, États-Unis        | 170 lb.                                                                                       |
| Victoire | 5–2 (1)    | Shonie Carter      | Soumission (slam)                       | Shooto USA – Warrior Spirit: Evolution         | 14 novembre 2003  | 3     | 0:41  | Las Vegas, Nevada, États-Unis        | 170 lb.                                                                                       |
| Victoire | 4–2 (1)    | Gabe Garcia        | TKO (frappes)                           | X – 1                                          | 6 septembre 2003  | 1     | 2:41  | Yokohama, Japon                      | 185 lb.                                                                                       |
| Victoire | 3–2 (1)    | Kyle Jensen        | Décision unanime                        | Battleground 1 : War Cry                       | 19 juillet 2003   | 3     | 5:00  | Chicago, Illinois, États-Unis        | 185 lb.                                                                                       |
| NC       | 2–2 (1)    | Solomon Hutcherson | No Contest                              | HOOKnSHOOT : Boot Camp 1.1                     | 8 mars 2003       | 2     | N/A   | Evansville, Indiana, États-Unis      | 185 lb.                                                                                       |
| Défaite  | 2–2        | Wilson Gouveia     | KO (coup de genou)                      | HOOKnSHOOT : Absolute Fighting Championships 1 | 13 décembre 2002  | 1     | 3:38  | Fort Lauderdale, Floride, États-Unis | 205 lb.                                                                                       |
| Victoire | 2–1        | Eric Tix           | KO (coup de poing)                      | Ultimate Wrestling : Minnesota                 | 7 septembre 2002  | 1     | 0:08  | Minnesota, États-Unis                |                                                                                               |
| Victoire | 1–1        | Dan Hart           | Soumission (étranglement en guillotine) | Ultimate Wrestling : Minnesota                 | 7 septembre 2002  | 1     | 1:14  | Minnesota, États-Unis                | 205 lb.                                                                                       |
| Défaite  | 0–1        | Mike Pyle          | Soumission (rear naked choke)           | RFC 1: The Beginning                           | 13 juillet 2002   | 1     | 2:35  | Las Vegas, Nevada, États-Unis        | 205 lb.                                                                                       |